# Power Piggs of the Dark Age
Power Piggs of the Dark Age — двумерный платформер, видеоигра, выпущенная для приставки Super NES. Действие в игре разворачивается в тёмные века Средневековья. Группа человекоподобных свиней сражается с полевым командиром, человекоподобным волком. Каждая боевая свинья снаряжена своим собственным средневековым оружием, позволяющим им расправляться с небольшими врагами, встречающимися на их пути. Первый уровень игры представляет собой типичный средневековый город, но по мере развития событий сюжет и игровое окружение становятся всё более сюрреалистическими. Пончики в игре являются пищей для героев, позволяя восстанавливать здоровье, что отражено в заставке, предшествующей игре и в игровом меню.